# Villa Mühlberg (Potsdam)

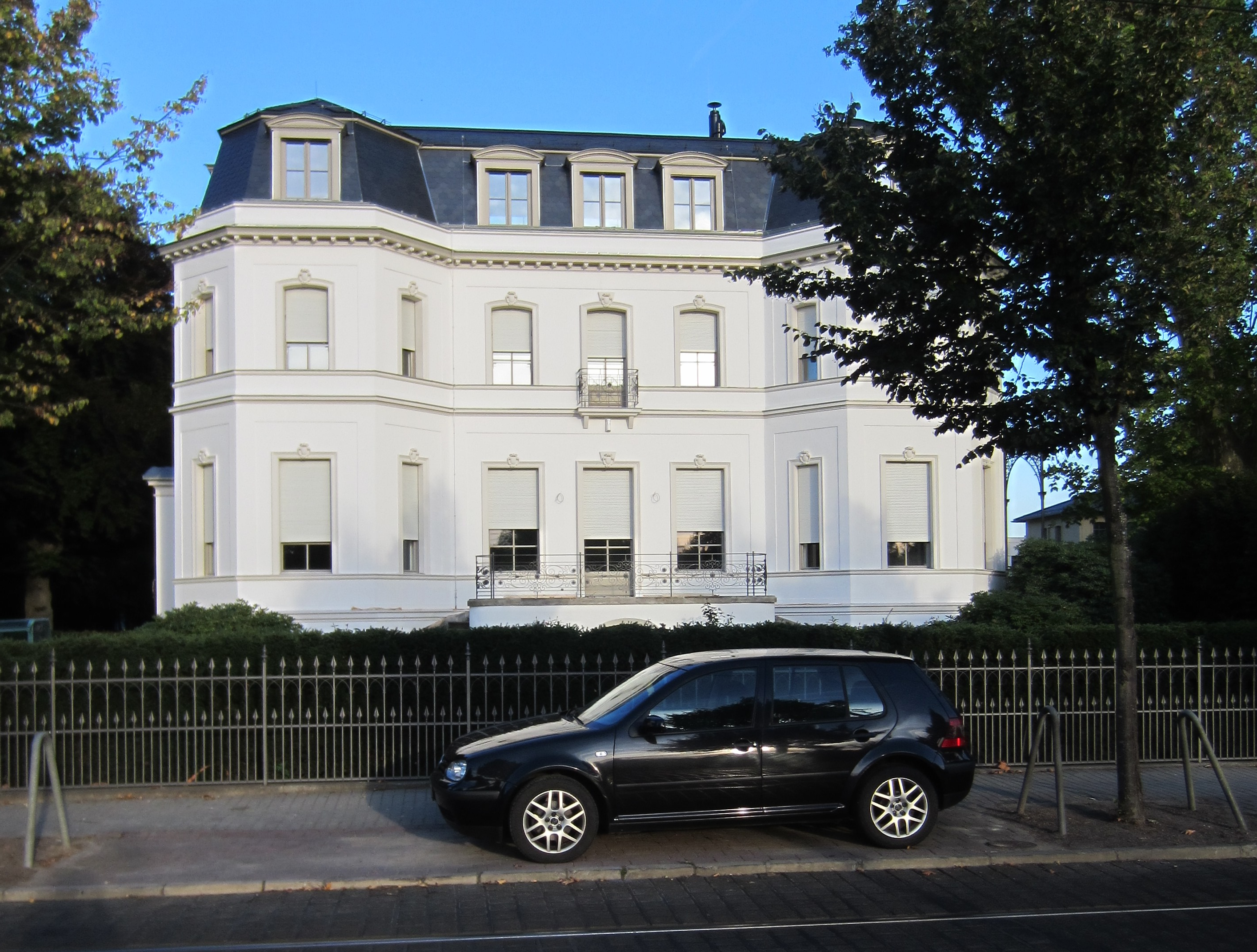
Villa Mühlberg, Puschkinallee 4

Die Villa Mühlberg ist ein denkmalgeschütztes Gebäude in Potsdam. Die Villa steht in der Nauener Vorstadt, Puschkinallee 4.

## Geschichte
Die in der damaligen Capellenbergstraße 8 (später 4) errichtete Villa mit Stallgebäude und Treibhaus entstand im Auftrag des Berliner Rentiers Otto Mühlberg (1815–1884). Nach dem Entwurf des Architekten Reinhold Persius führte Hofmaurermeister Heinrich Zech (1826–um 1899) den Bau 1872/73 aus. Der später nobilitierte Mühlberg nutzte das Haus in den Sommermonaten. Nach seinem Tod war die Witwe Emma von Mühlberg (1825–1904), geborene Zimmermann Eigentümerin, die es ebenfalls nur im Sommer bewohnte. In den Potsdamer Adressbüchern für 1904 und 1905 sind „v. Mühlbergsche Erben“ eingetragen, von denen der in Berlin wohnhafte Hans Emil von Oppenfeld die Villa erwarb. Er ließ 1905 durch Maurermeister Carl Partik (1841–1908) das Dachgeschoss ausbauen und ein zweigeschossiges Gärtnerhaus sowie ein Waschgebäude und eine Remise errichten.
Laut Potsdamer Adressbuch für 1919 ist die Rentiere Gertrud Henke die nächste Eigentümerin und spätestens ab 1922 der Kammerherr und Major a. D. Hans-Richard Herwarth von Bittenfeld (1872–1958), der Wohnraum vermietete, wie die weiteren Namen unter der Anschrift „Kapellenbergstraße 4“ belegen. Herwarth von Bittenfeld verkaufte das Anwesen an den Staat, der das Haus dem von 1938 bis 1945 amtierenden Präsidenten des Reichsrechnungshofs, Heinrich Müller, als Dienstvilla zur Verfügung stellte. 1945 ging die Immobilie an die Stadt Potsdam. Der dort eingerichtete Stadtfunk des Landessenders Potsdam nahm im Juni 1946 seinen Betrieb auf. Aus der Villa sendete noch bis 2001 Antenne Brandenburg. Seit 2009 ist das Anwesen wieder in Privatbesitz.

## Architektur
Der neunachsige Putzbau ist zweigeschossig mit Souterrain und schiefergedecktem Mansarddach. Die Mansardfenster sind mit segmentbogenförmigen Verdachungen versehen. Die Schauseite zur Puschkinallee betonen polygonal vorspringende Eckrisalite, auf der Rückseite springt ein Mittelrisalit hervor. Dem straßenseitigen Mittelteil ist ein über drei Fensterachsen laufender Freisitz vorgelagert. Seitlich führen viertelkreisförmige Freitreppen in den Vorgarten. Im Geschoss darüber ist an der Fenstertür ein französischer Balkon angebracht. Doppelte Gesimse gliedern die Wandfläche zwischen den Geschossen. Die Fensterrahmungen schmücken Agraffen in Form von Rollwerkkartuschen. Der vorgelagerte, segmentbogenförmig überdachte Eingangsbereich liegt auf der Nordseite.